# Olimpijska Hellinicon Arena
Olimpijska Hellinicon Arena je naziv za višenamjensku dvoranu s pratećim sadržajima, predviđenu za održavanje sportskih manifestacija. Smještena je u grčkom Ellinikonu u prigradskom naselju glavnog grada Atene. Od Olimpijskog sela u Ateni udaljena je otprilike 16 kilometara. Dvorana je dio olimpijskog kompleksa Hellinicon, a izgrađena je na mjestu bivše zračne luke Ellinikon za potrebe Olimpijskih igara i Paraolimpijskih igara 2004. godine.

## Povijest
Izgradnju dvorane projektirala je tvrtka Michaniki and EllisDon Construction Corporation. Radovi su završeni 31. svibnja 2004., a službeno je otvorena 30. srpnja 2004. godine. Građena je u nalik na NBA dvorane te je u svoje vrijeme bila jedna od najaktraktivnijih dvorana u Europi. Dvorana se trenutačno nalazi na mjestu bivše zračne luke Atene i posrnulog avioprijevoznika Olympic Airlinesa. Cijena izgradnje došla je približno 49 milijuna eura. 
Namijenjena je košarkaškim i rukometnim događajima te je bila domaćin prvog kruga košarkaškog i finala rukometnog prvenstva na Olimpijskim igrama u Ateni 2004. godine. Tijekom Paraolimpijskih igara iste godine korištena je za ragbi u invalidskim kolicima. 
Od 2006. do 2009. bila je dom grčkog košarkaškog kluba Panionios Nea Smyrni. Danas, je dom košarkaškog kluba AEK Atene. Kapacitet dvorane za košarkaške događaje može dosegnuti i do 15 000 sjedećih mjesta. Za rukometne događaje kapacitet iznosi 13 500 sjedećih mjesta.

## Vanjske poveznice
- Olimpijska Hellinicon Arena na Stadia.gr